# Maria Kirillovna de Russie
Pour les articles homonymes, voir Maria de Russie.
Maria Kirillovna de Russie, née le 2 février 1907 à Cobourg et morte le 25 octobre 1951 à Madrid, fut princesse puis grande-duchesse de Russie, par mariage princesse de Linange (en allemand von Leiningen), elle appartient à la Maison de Holstein-Gottorp-Romanov.

## Famille
Fille aînée du grand-duc de Russie Kyrill Vladimirovitch et de Victoria-Mélita de Saxe-Cobourg-Gotha, divorcée du grand-duc Louis V de Hesse. Ses grands-parents paternels et maternels sont, respectivement, Vladimir Alexandrovitch de Russie, Marie de Mecklembourg-Schwerin, Alfred d'Édimbourg et de Saxe-Cobourg-Gotha et Maria Alexandrovna de Russie.

### Mariage et descendance
Le 24 février 1925, Maria Kirillovna de Russie épousa à Cobourg le prince Charles de Leiningen (1898-1946), fils du prince Emich de Leiningen et de son épouse la princesse Feodore de Hohenlohe-Langenbourg.
Sept enfants sont nés de cette union :
- Emich Kirill Ferdinand Hermann (1926-1991) ;

∞ (1950) Eilika d'Oldenburg (1928-2016) ; fille de Nicolas d'Oldenbourg et d’Hélène de Waldeck-Pyrmont), postérité
- Karl Wladimir Ernst Heinrich (1928-1990) ;

∞ (1957, div. 1968) Marie-Louise de Bulgarie (1933- ; fille de Boris III de Bulgarie et de Jeanne de Savoie), postérité
- Kira-Melita Feodora Marie Viktoria Alexandra (1930-2005) ;

∞ (1963, div. 1972) Andrej de Yougoslavie (1929-1990; fils d'Alexandre Ier de Yougoslavie et de Marie de Roumanie), postérité
- Margarita Ileana Viktoria Alexandra (1932-1996) ;

∞ (1951) Frédéric-Guillaume de Hohenzollern (1924-2010), fils de Frédéric de Hohenzollern et de Marguerite de Saxe, postérité
- Mechthilde Alexandra (1936-2021) ;

∞ (1961) Karl-Anton Bauscher (1931- ), postérité
- Friedrich Wilhelm Berthold (1938-1998) ;

∞ (1960, div. 1962) Karin-Evelyn Göß (1942-), sans postérité
∞ (1971) Helga Eschenbacher (1940-1999), sans postérité
- Peter-Viktor (1942-1943)

## Biographie

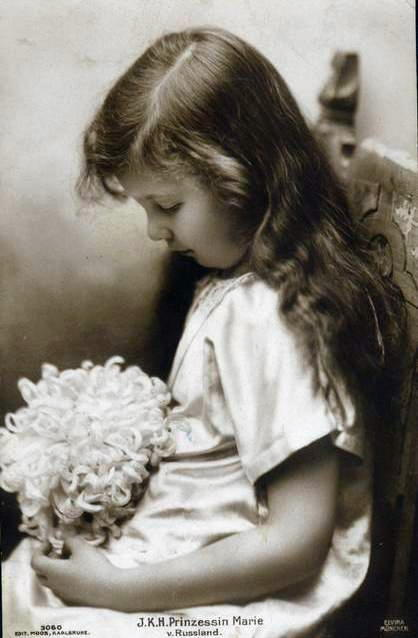
La grande-duchesse Maria Kirillovna de Russie en 1912.

Maria Kirillovna de Russie fut appelée par son entourage « Masha ».

### Enfance
Le mariage de ses parents ne fut pas autorisé par Nicolas II de Russie, pour cette raison Maria Kirillovna de Russie naquit à Cobourg le 2 février 1907. Ses parents furent de retour en Russie avant la déclaration de la Première Guerre mondiale. Quelques années plus tard, la Révolution russe obligea sa famille à s'exiler.
Maria Kirillovna de Russie grandit dans les villes de Saint-Briac et de Cobourg. Elle naquit princesse de Russie, en 1924, son père, le grand-duc Cyrille Vladimirovitch de Russie se proclama « tsar » de Russie, il accorda à sa fille le titre de grande-duchesse de Russie.

### Physique et personnalité
Blonde aux yeux bleus, Maria Kirillovna de Russie ressembla beaucoup à sa grand-mère maternelle la grande-duchesse Maria Alexandrovna de Russie. Elle avait un visage rond, une tendance à l'embonpoint, encore adolescente elle paraissait plus vieille que son âge. Elle fut décrite comme une personne « timide et facile à vivre », mais la grande-duchesse réserva pour l'avenir quelques surprises.
En 1924, Maria Kirillovna de Russie alors âgée de dix-sept ans fit une fugue, elle rendit visite à sa tante la reine de Roumanie Marie de Saxe-Cobourg-Gotha. La grande-duchesse flirta avec le gendre d'une dame d'atour de la Cour de roumaine. Avant le retour de la grande-duchesse chez ses parents, la rumeur de son flirt se propagea. Les relations entre la reine de Roumanie et sa sœur la grande-duchesse Victoria-Mélita devinrent tendues, mais avec le temps, cette mésentente disparut.

### Princesse de Leiningen
Le 24 février 1925 à Cobourg, Maria Kirillovna de Russie épousa le prince héritier Charles de Leiningen (1898-1946).
Le 18 octobre 1926, lors de la naissance du prince Emich Kirill de Leiningen, premier enfant de Maria Kirillovna de Russie, sa mère se tint à son chevet. Victoria-Mélita de Saxe-Cobourg-Gotha assista à la naissance des sept enfants de la grande-duchesse. Pierre Victor de Leiningen, dernier enfant de Maria Kirillovna de Russie décéda le 12 janvier 1943.
Lors de la Seconde Guerre mondiale, bien malgré lui, le prince Charles de Leiningen fut obligé de s'engager dans l'armée allemande, il servit dans la Kriegsmarine. À la fin de la guerre, il fut capturé par l'armée soviétique et déporté dans le camp de Saransk en Mordovie (Russie) où il mourut de faim le 2 août 1946.
Maria Kirillovna de Russie resta seule et désargentée, elle eut beaucoup de mal à subvenir aux besoins de ses six enfants et sa santé s'en trouva altérée.

### Décès
Maria Kirillovna de Russie décéda d'une crise cardiaque le 25 octobre 1951 à Madrid.